# Vườn quốc định Tenryū-Okumikawa
Vườn quốc định Tenryū-Okumikawa (天竜奥三河国定公園 Tenryū-Okumikawa Kokutei Kōen) là một vườn quốc gia dự kiến nằm ở vùng Tōkai, Honshū, Nhật Bản. Nó được xếp là một cảnh quan được bảo vệ (IUCN Loại V).
Tại đây có Hẻm núi Tenryū ở thượng nguồn sông Tenryū ở Iida, đập Sakuma và các khu rừng xung quanh, núi Chausu và Horaiji, thác nước Atera-no-Nanataki. Được chỉ định là Quốc định Vườn quốc gia Tenryū-Okumikawa vào ngày 1 tháng 10 năm 1969, nó nằm tại ba tỉnh Aichi, Nagano và Shizuoka.